# Манукян, Ованес Герасимович
Оване́с Гера́симович Манукя́н (арм. Հովհաննես Մանուկյան; род. 14 декабря 1971, Ленинакан, Армянская ССР) — армянский государственный деятель и дипломат, министр юстиции Армении (2014—2015).

## Биография
- 1989 — окончил среднюю школу № 29.
- 1994 — окончил Ереванский государственный университет, юридический факультет.
- Трудовую деятельность начал с 1987 года, на тресте «Гюхшин».
- 1993—1995 — был помощником секретаря Верховного совета Армении.
- 1995—1996 — специалист постоянной комиссии Национального собрания Армении по государственно-правовым вопросам.
- 1996—1998 — работал начальником отдела кадров министерства юстиции Армении.
- 1998—1999 — был заместителем министра юстиции Армении.
- 1999—2005 — был председателем экономического суда Армении.
- 2005—2008 — председатель Кассационного суда Армении.
- 2011—2014 — Чрезвычайный и полномочный посол Армении в Грузии.
- С 30 апреля 2014 — министр юстиции Армении.
- 14 июля 2015 года подал Президенту Армении прошение об отставке, которое в тот же день было удовлетворено.